# Saanen (distrikt)
Saanen var fram till 31 december 2009 ett amtsbezirk i kantonen Bern, Schweiz.

## Geografi

### Indelning
Saanen var indelat i 3 kommuner:
- Gsteig
- Lauenen
- Saanen